# Quarto abeunte saeculo
Quarto abeunte saeculo (en español, Completándose el cuarto siglo) es la cuadragésimo tercera encíclica de León XIII, datada el 19 de julio de 1892, dirigida a los arzobispos y obispos de España, Italia y ambas Américas, sobre Cristóbal Colón, con motivo del descubrimiento de América.

## Contexto histórico
El cuarto centenario del descubrimiento de América fue especialmente celebrado en España, Italia y Estados Unidos. Los homenajes a Cristóbal Colón fueron una constante en todos los casos.
En España, junto con el impulso de los estudios históricos y las acciones encaminadas a reforzar la unión con Hispanoamérica, se preparó especialmente la celebración del centenario, para lo que se creó una Comisión para esta conmemoración, en la Exposición Universal de Barcelona en 1888, se inauguró un monumento a Colón; con motivo del centenario se construyeron monumentos a Colón en varias ciudades, entre ellas en Madrid, Granada y Valladolid. 
En Italia, la principal celebración tuvo lugar en Génova, donde entre el 10 de julio y el 4 de diciembre de 1892, se celebró la Exposición Italoaméricana, que contó también con una sección americana inaugurada el 4 de septiembre, En 1893 se publicó la opera Cristoforo Colombo: dramma lirico in tre atti ed un epilogo de Alberto Franchetti.
En 1891 se fundó en Nueva York el Círculo Colón-Cervantes, que tuvo como directivos al cónsul general de México y al cónsul de España en Estados Unidos. Se realizaron varias reuniones para conmemorar el IV Centenario del Descubrimiento de América. Propusieron la realización de un desfile con ambientación histórica, que fue apoyado por la comunidad italiana de la ciudad y desarrollado por el Ayuntamiento de Nueva York. El presidente Benjamin Harrison apeló a los ciudadanos americanos a celebrar el Día de Colón.
Con motivo de este IV centenario ser rindieron homenajes especiales a Colón en las numerosas ciudades y condados que habían tomando su nombre, entre ellas las capitales de Ohio (Columbus) y  Carolina del Sur (Columbia). La Sociedad Genealógica y Biográfica de Nueva York promovió un monumento a Colón, que fue inaugurado en Central Park en 1893, También en honor de Colón, la Exposición celebrada en Chicago en 1893, tomó como nombre el de Exposición Mundial Colombina.
En este contexto de homenajes a Cristóbal Colón, y a su descubrimiento de América, el papa quiso destacar el sentido evangelizador de esa empresa, y a esto dedica su encíclica.

## Contenido de la encíclica
En el íncipt el papa señala ya el motivo de la encíclica: 

Quarto abeunte saeculo, postea quam homo Ligur ad ignotas trans Oceanum Atlanticum oras, Deo auspice, primus appulit, gestiunt homines et memoriam rei grata recordatione celebrare et auctorem extollere
Al terminarse el cuarto siglo de las transcurridos desde que un hombre nacido en la Liguria abordó el primero, bajo los auspicios de Dios, las desconocidas playas trasatlánticas, apréstanse las gentes a celebrar la memoria de tan fausto acontecimiento y á enaltecer á su autor.

Con esta encíclica el papa se une a esa celebración, destacando la importancia del hecho que se conmemora, y señala que, si bien la Iglesia reserva los mayores honores a las manifestaciones de santidad, descubre también las huellas de Dios en quienes resplandece el genio, el valor y la elevación de alma. Además, en el caso de Colón hay una razón especial para que celebremos su empresa:

Y es que Colón es de los nuestros, y que por poco que nos fijemos en la causa que principalmente le movió a explorar el mar tenebroso, y en el motivo que le indujo a llevar hasta el fin su empeño, vemos de una manera indudable que este móvil principal fue la fe Católica, siendo éste, por lo tanto, un nuevo y no pequeño título de la Iglesia á la gratitud del género humano.

Recuerda al encíclica que en esa tarea de explorar tierras desconocidas ha habido otros varones que merecen ser reconocidos, pero lo que distingue a Colón de estos, es que, junto con el deseo de obtener gloria, en él está presente el sentimiento religioso que le hacia buscar el modo de abrir un nuevo camino al evangelio.. En este sentido recoge el papa las palabras con las que Colón se dirigía a los Reyes Católicos para que no cejasen en la empresa, exponiendo "cuán imperecedera seria su gloria llevando el nombre y la doctrina de Jesucristo á tan remotas regiones".. Una actitud con la que sintonizaba plenamente la Reina, cuando aseguraba que Colón:

afrontaría valerosamente el vasto Océano á fin de llevar á cabo una empresa de gran importancia para la gloria de Dios; y al mismo Colón, de vuelta de su segundo viaje, le escribía "que no se podía haber dado mejor empleo á los gastos que se habían hecho y á los que estaba pronta á hacer para la expedición de las Indias, porque así se conseguiría la difusión de la Cristiandad.

De modo sucinto recoge la encíclica el modo en que Colón, tras sus intentos frustrados en Portugal y Génova, maduró esta empresa junto al Convento de La Rábida, y cómo la llevó a cabo sus viajes al Nuevo Mundo, siendo su primer cuidado clavar la cruz en la orilla y ensalzar el nombre del Redentor.
Quiere el papa que, junto con el esplendor de los actos civiles con que se celebrará esta aniversario, estén presente los actos religiosos, tal como sucedió cuando se tuvo conocimiento del descubrimiento del Nuevo Mundo, siendo el papa el primera en dar ejemplo con públicas acciones de gracias. Con este fin establece que en todas las catedrales y colegiatas de España, Italia y ambas Américas, el día 12 de octubre próximo, o el domingo siguiente si así lo considera preferible el Ordinario del lugar, se celebre la misa solemne de la Santísima Trinidad. Confía además que, también en las demás naciones, se haga algo similar, pues aquella empresa redundó en beneficio de todos.